# Trass (Braunkohle)

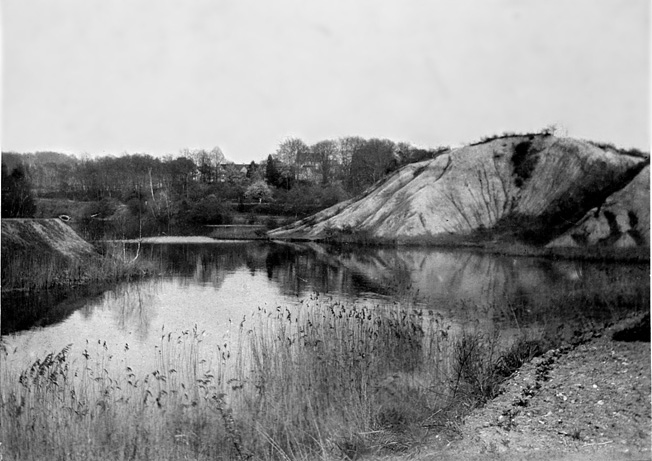
Die Zanders Traßkuhl (Trasskaule) 1909

Trass war die Bezeichnung für Braunkohle, die man im Bensberger Erzrevier gewonnen hat.

## Geschichte
Im Raum Bergisch Gladbach wurde im Bereich der Paffrather Kalkmulde Kalk mit der dort aufgefundenen Braunkohle gebrannt. Man nannte sie Trass oder auch Taraß, Tyraß, Turf und Turftraß. Diese Bezeichnung hat oft zu Missverständnissen geführt, weil man andernorts im allgemeinen Sprachgebrauch unter Trass einen vulkanischen Tuff versteht, der in der Umgebung des Laacher Sees gewonnen wird. Erst um 1800 kam auch der Name Braunkohle auf.
Die Bezeichnung Trass hat im Volksmund noch lange fortbestanden. Man sprach nicht, wie es richtig gewesen wäre, von Braunkohlebergbau oder von Braunkohlegruben, sondern von Trassgruben. Noch bis in die 1980er Jahre gab es südlich angrenzend an die Papierfabrik Zanders einen See, der den Namen Zanders' Traßkuhl (Trasskaule) hatte. Dabei handelte es sich um die Pinge von mehreren ehemaligen Braunkohlegruben.

## Reminiszenzen
Noch heute erinnern in Bergisch Gladbach zwei Straßennamen mit den Bezeichnungen Alter Traßweg und Neuer Traßweg im Einzugsbereich der ehemaligen Grube Consolidation Alfred an die frühere Braunkohlengewinnung.